# Sangre Grande (Region)
Sangre Grande (Anhörenⓘ) ist eine Region und Verwaltungseinheit auf Trinidad in Trinidad und Tobago.

## Geographie
Sangre Grande liegt im Nordosten von Trinidad. Im Westen grenzt es an Tunapuna-Piarco, im Südwesten an Couva-Tabaquite-Talparo und im Süden an Mayaro-Rio Claro. Nördlich wird es durch karibische Meer, östlich durch den Atlantik begrenzt. Der Norden der Region wird durch das Mittelgebirge Northern Range geprägt.
Hauptstadt der Region ist Sangre Grande. Weitere bedeutende Städte und Orte sind Valencia im Zentrum der Region, Toco im Norden und Caigual im Süden.

## Geschichte
Der Name der Region leitet sich von seiner Hauptstadt ab. Er kommt aus dem Spanischen und bedeutet übersetzt „großes Blut“. Als spanische Geographen die damals spanische Insel Trinidad kartographierten, stießen sie im Umland der heutigen Stadt Sangre Grande auf zwei Zuflüsse des Oropouche River, deren Wasser eine rötliche Färbung hatte und die sie deshalb „Sangre Grande“ und „Sangre Chiquito“ (kleines Blut) nannten.
Auf dem Gebiet des heutigen Toco gab es schon Mitte des 18. Jahrhunderts eine spanische Mission. Ab Ende des 18. Jahrhunderts wurde die Region von französischstämmigen Pflanzern besiedelt. Insbesondere der Anbau von Kakao war wirtschaftlich bedeutend. Die Hauptstadt wurde erst 1897 als Endpunkt der West-Ost-Trasse des trinidadischen Eisenbahnnetzes gegründet.
Bis 1990 war Trinidad in Counties unterteilt. Im Rahmen einer Verwaltungsreform (Municipal Corporations Act No. 21) wurden 1990 sämtliche Counties aufgelöst und neue Verwaltungseinheiten geschaffen. Aus den Counties St. David und St. Andrew wurde Sangre Grande.

## Bevölkerung
Sangre Grande ist die flächenmäßig größte Region Trinidads und mit 82 Einwohnern pro Quadratkilometer die nach Mayaro-Rio Claro am zweitdünnsten besiedelte. Das Bevölkerungswachstum gehört mit 1,3 % pro Jahr zu den höchsten in Trinidad. 35 % der Einwohner der Region bezeichnen sich als gemischtrassig, 31 % als „East Indian“ und 30 % als „African“. 64 % der Einwohner der Region gehören einer christlichen Glaubensgemeinschaft an, 16 % sind Hindus, 4 % Moslems.